# Leigh Howard
Leigh Howard, född den 18 oktober 1989 i Geelong, är en australisk tidigare tävlingscyklist som hade stora framgångar på bana, där han blev världsmästare i omnium 2009, madison 2010 och 2011 (båda gångerna i par med Cameron Meyer), samt lagförföljelselopp 2019 och därtill tog fyra VM-silver och ett brons. Därutöver vann han nio australiska seniormästerskapstitlar i olika discipliner och ingick i det australiska bronslaget i lagförföljelselopp vid Olympiska spelen i Tokyo 2020 (2021) (han deltog även i madison med Kelland O'Brien som partner, men bröt loppet). I lagförföljelselopp blev han även samväldesmästare 2018 och oceanienmästare 2010 och 2017 – 2010 blev han även oceanienmästare i både omnium och madison (med Meyer). Han stod även överst på prispallen i tre sexdagarslopp.
På landsväg märks främst Howards segrar i Kampioenschap van Vlaanderen 2010 och Clásica de Almería 2016. Han körde även med som hjälpryttare i Tour de France 2016 (172:a totalt), Giro d'Italia 2013 och 2016 (utgick vid båda tillfällena), samt Vuelta a España 2011 och 2013 (152:a respektive 142:a totalt).
Howard avbröt sin bancyklingskarriär för att bara satsa på landsvägslopp 2013, men lämnade sedan landsvägen under 2017 för att satsa på bana, speciellt för att komma med i den australiska truppen till OS i Tokyo 2020. Denna satsning kom att förlängas med ytterligare ett år då dessa olympiska spel flyttades på grund av coronapandemin. Han avslutade därefter sin aktiva karriär i december 2021.

## Meriter – landsväg
| 2006 3:a i individuellt tempolopp vid Australiska juniormästerskapen 2008 Vinnare av Coppa Colli Briantei Internazionale Vinnare av etapp 2 i Berlin-Rundfahrt (U23) 2009 Vinnare totalt av Okolo Slovenska Vinnare av etapperna 1, 3 och 7 i Tour of Japan Vinnare av etapp 1 i Internationale Thüringen-Rundfahrt (U23) 4:a i Circuito del Porto - Trofeo Arvedi 2010 Vinnare av Kampioenschap van Vlaanderen Vinnare av etapp 4 i Tour of Oman 2011 Vinnare av etapp 4 i Ster ZLM Toer 3:a i Trofeo Cala Millor 4:a i GP de Denain | 2012 3:a totalt i Tour of Britain Vinnare av etapp 2 2013 Vinnare av Trofeo Platja de Muro Vinnare av Trofeo Campos 8:a i Vuelta Ciclista a La Rioja 2014 5:a i GP Nobili Rubinetterie-Coppa Papà Carlo-Coppa Città di Stresa 7:a totalt i Tour of Alberta 2015 6:a i RideLondon-Surrey Classic 2016 Vinnare av Clásica de Almería Vinnare av etapp 1 i Tour des Fjords 2:a i Cadel Evans Great Ocean Road Race |

## Meriter–bana
| 2021 3:a i lagförföljelselopp (med O'Brien, Welsford och Plapp) 2006 Världsmästare i scratch Världsmästare i lagförföljelselopp 2007 Världsmästare i lagförföljelselopp 2:a i madison med Glenn O'Shea 3:a i individuellt förföljelselopp | 2008 2:a i omnium 2009 Världsmästare i omnium 2:a i madison med Cameron Meyer 2:a i lagförföljelselopp 2010 Världsmästare i madison med Cameron Meyer 2:a i omnium 2011 Världsmästare i madison med Cameron Meyer 2012 3:a i madison med Cameron Meyer 2019 Världsmästare i lagförföljelselopp (med Porter, Welsford och O'Brien) |

| 2006 Oceanienmästare i poänglopp 2010/2011 Oceanienmästare i scratch Oceanienmästare i madison med Cameron Meyer Oceanienmästare i lagförföljelselopp 2017/2018 Oceanienmästare i lagförföljelselopp 2:a i omnium 2018/2019 2:a i scratch 2018 Samväldesmästare i lagförföljelselopp 2005/2006 Australisk mästare i scratch 2:a i kilometerlopp 2:a i madison med Alex Smyth 2:a i lagförföljelselopp 3:a i individuellt förföljelselopp 2006/2007 Australisk mästare i individuellt förföljelselopp Australisk mästare i kilometerlopp Australisk mästare i omnium 3:a i madison med Travis Meyer | 2007/2008 Australisk mästare i scratch Australisk mästare i madison med Glenn O'Shea Australisk mästare i lagförföljelselopp 2:a i individuellt förföljelselopp 2008/2009 2:a i lagförföljelselopp 3:a i individuellt förföljelselopp 2011/2012 Australisk mästare i madison med Cameron Meyer 2012/2013 Australisk mästare i madison med Kenny De Ketele 2017/2018 Australisk mästare i lagförföljelselopp 2:a i madison med Jordan Kerby 2018/2019 Australisk mästare i madison med Kelland O'Brien 2019/2020 Australisk mästare i lagförföljelselopp 3:a i madison med Cameron Scott 2020/2021 Australisk mästare i madison med Sam Welsford 2010/2011 2:a i Berlins sexdagars (jan./feb.) med Cameron Meyer 2011/2012 Vinnare av Berlins sexdagars (jan./feb.) med Cameron Meyer 2017/2018 Vinnare av Melbournes sexdagars (dec.) med Cameron Scott 2018/2019 Vinnare av Melbournes sexdagars (feb.) med Kelland O'Brien 2:a i Londons sexdagars (okt.) med Kelland O'Brien |

### Världsrekord
Det australiska guldlaget (Howard, Porter, Welsford och O'Brien) vid samväldesspelen i Brisbane den 5 april 2018 satte nytt världsrekord på 4000 m (stående start) med tiden 3.49,804. Året därpå slog samma kvartett sitt eget rekord vid världsmästerskapen i Pruszków den 28 februari med 3.48,012. Detta stod sig i exakt 52 veckor, då det danska VM-laget körde på 3.44,672 i Berlin den 27 februari 2020.